# قورباغه زهرآگین پشت‌کرمی
قورباغه زهرآگین پشت کرمی (نام علمی: Adelphobates galactonotus) نام  گونه از تیره قورباغه زهرآگین است.